# Jean-René Chauvin
Pour l’article homonyme, voir Chauvin.
Jean-René Chauvin, né le 16 juin 1918 à Saint-Amand-Montrond et mort le 27 février 2011 à Paris 13e, est un militant trotskiste, résistant et déporté français.

## Biographie

### Famille
Fils de René Chauvin (secrétaire de Jules Guesde et député élu à Puteaux en 1893) et de Henriette Clavié. Son père, alors qu'il avait été un dirigeant du Parti ouvrier français de Jules Guesde (un des ancêtres de la SFIO) avait quitté le parti et militait en 1934 au Parti d'unité prolétarienne. Il parlait à son fils Jean-René de la social-démocratie, en particulier de Blum, comme d'une fripouille, mais n'était pas communiste, car pour lui le régime de Staline était une dictature.

### Engagement en politique
Jean-René Chauvin commence une activité politique en 1934, lors de la manifestation du 12 février 1934 où il se rend seul de son lycée à Bordeaux, retrouvant seulement quelques professeurs.
Il adhère en 1935 aux Jeunesses socialistes, à Bordeaux, où la configuration est un peu particulière dans la mesure où il y avait eu une scission de droite dans la SFIO bordelaise. Le maire, Marquet, avait rejoint les « néo » de Marcel Déat, ce qui avait donné en contrecoup une allure un peu gauchiste à la SFIO locale. 
Avec deux ou trois copains lycéens, Jean-René fonde une section SFIO, et ils adhèrent tout de suite à la Gauche révolutionnaire de Marceau Pivert. En même temps, Chauvin milite aussi à l'Union fédérale des étudiants.
Peu de temps après, Jean-René découvre La Lutte ouvrière, organe officiel du POI, l'organisation trotskiste dirigée par Pierre Naville. Il trouve l'adresse du passage du Bail et écrit à Naville.
Il vit donc en militant les grèves de 1936. Des copains lui racontent par exemple comment, en 1935, ils faisaient des réunions syndicales à 5 ou 6 adhérents, et comment en 1936, ils se retrouvent à 200… Jean-René fonde à Bordeaux le premier groupe trotskiste en 1936.
Au moment de la signature du pacte germano-soviétique, ils sont une douzaine de trotskistes des Jeunesses ouvrières et paysannes, à Bordeaux. Ils tirent un tract à 3 000 exemplaires qu'ils diffusent en pleine mobilisation aux chantiers maritimes de Bordeaux ; le tract appelle à transformer la guerre à venir en guerre révolutionnaire et dénonce le stalinisme comme un ennemi mortel du communisme.

### Seconde Guerre mondiale
Chauvin est exclu de l'école des officiers d'artillerie de Poitiers en 1939, où il est mobilisé, à la suite de la diffusion du tract qu'il a distribué quelques mois plus tôt. Envoyé sur le front de la Somme, puis démobilisé en 1941, il quitte Bordeaux pour Paris, où il est moins connu. Il peut donc poursuivre son activité politique, ultra-clandestine. Il est un membre actif du Parti ouvrier internationaliste (POI), dont il diffuse le journal La Vérité.
Il effectue de nombreux trajets de la zone occupée vers la zone libre, et des liaisons entre Yvan Craipeau, David Rousset et Marcel Hic. Il est arrêté par la police française dans une rafle le 15 février 1943, incarcéré à la prison de Fresnes, puis livré à la Gestapo et torturé. Il est déporté à Mauthausen, à Auschwitz, puis à Buchenwald. Il en réchappe et peut revenir à Bordeaux le 9 juin 1945.

### Militant trotskiste après-guerre
Il reprend sa vie militante à l'extrême gauche. Il est secrétaire à l'organisation du Parti communiste internationaliste (PCI, nouveau parti trotskiste unifié), qui affronte les attaques des staliniens du Parti communiste français. Il appartient à la tendance « droitière » menée par Yvan Craipeau qui est majoritaire durant deux années, jusqu'en 1948. Ces années sont marquées par les grèves de 1947 et, au niveau personnel, par sa rencontre avec Jenny Plocki, qui sera sa compagne durant plus de 60 ans, jusqu'à sa mort.
Il participe à la création du Rassemblement démocratique révolutionnaire (RDR) avec Jean-Paul Sartre et David Rousset en coécrivant avec Sartre la motion « Chauvin-Sartre » qui s'oppose à l'autre courant du RDR mené par Rousset. Exclu du PCI, en raison de son adhésion au RDR, il reste cependant fidèle aux idées trotskistes, avec une logique visant à rassembler les courants de la gauche non stalinienne. Il rejoint une brigade de jeunes qui part travailler quelques semaines en Yougoslavie, à l'époque des débuts du Titisme. Il retournera une année entière en Yougoslavie au début des années 1950. Il y travaillera, notamment pour l'agence Tanjug en tant que journaliste, ainsi que pour France-Observateur.
Au cours des années 1950, il participe à de nombreux mouvements politiques qui visent à rassembler la gauche non stalinienne, à gauche de la SFIO. En juin 1951, il figure sur la liste du « Cartel des gauches indépendantes » conduite par Charles d’Aragon dans la 3e circonscription de la Seine.
Jean-René Chauvin entre l’année suivante dans le comité directeur du CAGI (Centre d'action des gauches indépendantes), organisation socialiste révolutionnaire très proche de L’Observateur de Claude Bourdet. En 1958, il est élu secrétaire de la fédération de Paris de l’UGS (Union de la gauche socialiste, fondée fin 1957). Candidat aux législatives de novembre 1958 (dans le XVe arrondissement à Paris), il obtient un peu moins de 5 % des voix, et s’implique pour la Nouvelle gauche. Dans ce cadre, il milite pour l’indépendance de l’Algérie, en organisant notamment des manifestations avec des personnalités politiques comme Sartre et Beauvoir. Il rejoint par ailleurs les principaux comités de soutien créés face à la répression des régimes d’Amérique du Sud (Argentine, Pérou…).
Il adhère au Parti socialiste unifié (PSU) en 1963. Membre du bureau de la XVe section parisienne du PSU, il publie Initiative socialiste, publication qui se situe dans le cadre du courant « SR » (tendance « socialiste-révolutionnaire »). Il poursuit par ailleurs son métier de journaliste, et travaille de nombreuses années pour Liaisons sociales, où il est chargé de la revue de presse.
Il est exclu du PSU en 1969 à la suite du soutien qu'il apporte à la candidature d'Alain Krivine et à la Ligue communiste. Il milite ensuite dans cette organisation trotskiste, mais avec un regard critique, et finit par quitter la LCR en 1986. Il était, avec Michel Lequenne, un des chefs de file de la tendance « T3 ».
Il rejoint à nouveau la Ligue communiste révolutionnaire en 2002 et milite au sein de celle-ci à Paris jusqu'en 2008. Handicapé ensuite par la maladie durant ses deux dernières années, il meurt en février 2011.

### Commentaire
À sa mort, Maurice Nadeau, déjà centenaire, écrit :

« Le temps passe et passe très vite pour le vieillard. Et voici que me sont annoncées deux disparitions qui me touchent de près. La première est celle d’un ami trotskyste qui meurt à 93 ans, moi qui l’ai connu toujours jeune, même ces dernières années : Jean-René Chauvin. Jenny [Plocki], sa compagne, me dit que ses derniers moments ont été paisibles, allons tant mieux ! Il est vrai que frappé de mutité, il ne communiquait plus avec elle que par des borborygmes depuis quelques semaines.

Jean-René, comme nous l’appelions, n’a rien fait d’extraordinaire en sa vie, sauf de travailler sans relâche à ce que nous appelions dans notre jeune âge la révolution, et de se trouver par voie de conséquence en Allemagne dans un camp de concentration durant l’Occupation. Il fut de ceux qui en 1945 sont revenus. Bien sûr, il se remit à l’ouvrage avec confiance et obstination. Il se fit journaliste en des périodiques que les prolétaires, en général, ne connaissent pas, il a raconté son expérience de déporté en un ouvrage qu’ont ignoré les journaux, il est mort sans que, hormis sa compagne et quelques camarades, le monde s’en soit ému. De ce que nous avons fait ensemble je ne me souviens plus bien non plus : sauf de nous trouver dans les mêmes défilés devant le Mur des Fédérés, de passer certains après-midi paisibles en ces parties d’échecs où je me trouvais par lui chaque fois battu et mécontent. À ces occasions il avait un sourire particulier. Jean-René, en ces années qui pour moi aussi se terminent, je ne t’oublierai pas. »

## Publications
- Un trotskiste dans l'enfer nazi - Mauthausen-Auschwitz-Buchenwald (1943-1945), préface de Michel Lequenne, éditions Syllepse, 2006  (ISBN 2849500933)
- Texte de Jean-René Chauvin publié dans la revue Carré Rouge[9], no 18, 2001
- Jean-René Chauvin, Albert Demazière et Paul Parisot, Pour la vérité, Paris : J.-R. Chauvin, 1997 Sur l'assassinat de Pietro Tresso.
- Correspondance de Jean-René Chauvin, fonds d'archive Jean-René Chauvin, Centre d'histoire sociale du XXe siècle[10]